# 프랑켄슈타인의 복수
프랑켄슈타인의 복수(The Revenge Of Frankenstein)는 영국에서 제작된 테런스 피셔 감독의 1958년 공포, SF 영화이다. 피터 커싱 등이 주연으로 출연하였고 안소니 힌즈 등이 제작에 참여하였다.

## 출연

### 주연
- 피터 커싱
- 프란시스 매튜즈

### 조연
- 유니스 게이슨
- 마이클 그윈
- 존 웰쉬
- 리오넬 제프리스
- 오스카 퀴탁
- 리처드 워즈워스
- 찰스 로이드 팩
- 존 스튜어트
- 아놀드 다이아몬드
- 마저리 그레슬리
- 조지 우드브리지
- 마이클 리퍼
- 이안 휘테이커
- 알렉스 갤리어
- 존 게이포드
- 조지 허스트
- 제랄드 로슨
- 유진 레히
- 마이클 멀캐스터
- 줄리아 넬슨
- 프레디 와츠
- 미들턴 우즈

## 제작진
- 각색: 조지 백스
- 각색: 허포드 제인즈
- 미술: 버나드 로빈슨
- 배역: 도로시 홀로웨이